# Hexamminekobalt(III)chloride
Hexamminekobalt(III)chloride is een anorganische verbinding met als brutoformule [Co(NH3)6]Cl3. Deze coördinatieverbinding van kobalt wordt beschouwd als het schoolvoorbeeld van de Werner-complexen, vernoemd naar Alfred Werner, de eerste die deze groep verbindingen systematisch bestudeerd heeft. Het zout bestaat uit het driewaardige kation [Co(NH3)6]3+, dat met drie chloride-ionen als tegenionen de verbinding vormt. De aanduiding ammine verwijst naar de ammoniak in het complex, het voorvoegsel hex is afgeleid van het Griekse telwoord voor zes: er zijn zes ammoniakmoleculen als ligand aanwezig. 
In de oorspronkelijke beschrijving van de verbinding werd gesproken van het luteo (Latijn: geel) complex. In de moderne chemie is kleur een veel minder belangrijk kenmerk van een verbinding dan zijn structuur, dus is de aanduiding "geel" alleen nog van historische betekenis. Ook voor vergelijkbare verbindingen werden de op kleuren gebaseerde namen vervangen door varianten die de structuur beschrijven. De purpureo (Latijn: purper) verbinding wordt nu als het pentamminecomplex beschreven, de twee isomere tetramminecomplexen werden vroeger aangeduid als praseo (Grieks: groen) en violeo (Latijn: violet).

## Structuur en eigenschappen
Het [Co(NH3)6]3+ion is diamagnetisch, met een low-spin octaëdrisch gecoördineerd Co(III)-ion.  Het kation volgt de 18-elektronenregel, en wordt vaak gebruikt als voorbeeld van inerte metaalcomplexen: uit geconcentreerd zoutzuur kan de verbinding onveranderd worden omgekristalliseerd. De ammoniak-kobaltbinding is zo sterk, dat het complex zelfs bestand is tegen de combinatie van de zure omgeving én de hoge temperatuur. Omzetting van het gebonden ammoniak naar ammoniumchloride treedt niet op. Dit in tegenstelling tot labiele ammoniak-complexen, zoals [Ni(NH3)6]Cl2, dat onder invloed van zuren snel ontleedt. Bij verwarmen verliest het hexamminekobalt(III)-ion een of meer van zijn ammoniakliganden.
De chloride-ionen in [Co(NH3)6]Cl3 kunnen vervangen worden door een grote verscheidenheid aan andere anionen, zoals nitraat, bromide en jodide.  Al deze zouten zijn helder geel, de oplosbaarheid in water is, zoals in onderstaande tabel te zien is, zeer verschillend.
| Tegenion | Molaire massa (g/mol) | oplosbaarheid (mol/L) | oplosbaarheid (g/L) | Temperatuur (°C) |
| -------- | --------------------- | --------------------- | ------------------- | ---------------- |
| bromide  | 400,833               | 0,04                  | 16,03               | 18               |
| chloride | 267,48                | 0,26                  | 69,55               | 20               |
| acetaat  | 338,253               | 1,9                   | 642,68              | 20               |

## Synthese
Hexamminekobalt(III)chloride is commercieel leverbaar maar kan ook relatief eenvoudig in het laboratorium gesynthetiseerd worden.  Aangezien kobalt(III)chloride niet in de handel verkrijgbaar is, vormt kobalt(II)chloride het uitgangspunt voor de synthese.  De reactie bestaat uit het samenvoegen van oplossingen van CoCl2, ammonia en ammoniumchloride, gevolgd door oxidatie.  Bruikbare oxidanten zijn waterstofperoxide of zuurstof.  In de reactie met zuurstof wordt houtskool als katalysator gebruikt.  De eerste beschrijving van hexamminekobalt(III)chloride blijkt al in 1852 te zijn gegeven door Fremy.
Het acetaat wordt verkregen via oxidatie aan de lucht van een oplossing van kobalt(II)acetaat, ammoniumacetaat en ammonia in methanol.   Het acetaat is zeer goed oplosbaar in water: 1.9 mol/L, tegenover slechts 0.26 mol/L voor het chloride of 0,04 mol/L voor het bromide.

## Toepassingen
[Co(NH3)6]3+-zouten worden in het onderzoek naar de structuur van biologisch actieve moleculen, zoals DNA en RNA toegepast. Het positief geladen hexamminekobalt(III)-ion stabiliseert via binding aan de negatief geladen fosfaatgroepen in deze moleculen de structuur.  Bij het gebruik van Röntgendiffractie voor dit doel treedt als bijkomende voordeel op dat het veel zwaardere kobaltatoom het diffractiepatroon makkelijker te interpreteren maakt.
 Voor hetzelfde doel wordt hexamminekobalt(III) ook ingezet via kernspinresonantie. In het levende systeem treedt de stabilisatie van DNA en RNA ook op via kationen, maar is het Mg2+-ion een waarschijnlijkere kandidaat voor deze rol.